# Teoremă
O teoremă este o propoziție al cărei adevăr se stabilește prin utilizarea raționamentului logic, incorporat în demonstrație.
Fiecare ramură a matematicii este constituită dintr-un șir de teoreme, demonstrația fiecăreia dintre ele sprijinindu-se pe teorema care o precedă.
Orice teoremă se poate exprima sub forma: 
- (p implică q), sau: (dacă p , atunci q),

unde propoziția p se numește premisă sau ipoteză sau antecedent, iar propoziția q se va numi concluzie sau consecvent.
Noțiunea se definește riguros în cadrul unui sistem axiomatic. Denumirea a fost folosită inițial de Aristotel.

## Teoreme speciale
- Teoremă reciprocă unei teoreme date, este o teoremă în care:
  - concluzia teoremei date devine premisă, iar
  - premisa teoremei date devine concluzie.
- Observație. Teorema reciprocă unei teoreme date poate să nu fie adevărată.

- Teoremă de existență - teoremă care stabilește că există cel puțin un obiect matematic care are o anumită proprietate.

- Teoremă de unicitate
  - a) - teoremă care stabilește că nu există decât un obiect matematic care are o anumită proprietate,
  - b) - teoremă care stabilește că există cel mult un obiect matematic care are o anumită proprietate.